# Les Espujos
Les Espujos, els Espuis o els Puis, és una partida de camps de conreu de secà del terme municipal de Conca de Dalt, dins del territori de l'antic terme d'Aramunt, al Pallars Jussà.
Està situada al nord de les Eres d'Aramunt, a la dreta del barranc dels Clops, al sud-oest de Casa Montserrat, a llevant de les Malpodades i a ponent de les Comes.
Consta de quasi 18 hectàrees (17,7018) de conreus de secà, amb ametllers i zones de matollsi de bosquina.

## Etimologia
Es tracta de la variant pallaresa dels Puigs.